# Pretty Boy Floyd (musikgrupp)
Pretty Boy Floyd är en glamrock-grupp, bildad 1987 i Hollywood, Kalifornien av sångaren Steve Summers. Bandet släppte sitt första album Leather Boyz With Electric Toyz 1989. Detta innehöll bland annat låtarna "I Wanna Be With You" och "Rock 'N' Roll (Is Gonna Set The Night On Fire)", som blev några av bandets största hits. Bandet tog sitt namn efter bankrånaren Charles Arthur "Pretty Boy" Floyd.
1991 splittrades gruppen, men de återförenades igen 1995 och släppte ett nytt album, Porn Stars, 1998. Bandet håller fortfarande på och gör turnéer och släpper nya album. Kristy Krash, som är basist i bandet, har också släppt ett soloalbum vid namn Sex, Drugs N Rock 'N' Roll.

## Medlemmar
Nuvarande medlemmar
- Steve "Sex" Summers (Steve Podwal) – sång (1987– )
- Kristy "Krash" Majors (Chris Maggiore) – gitarr (1988–1990, 1995–2003, 2006– )
- Vikki Foxx – trummor (2019– )
- Criss 6 – basgitarr (2019– )

Tidigare medlemmar (urval)
- Ariel Stiles – gitarr (1987–1988)
- Mikki Twist – basgitarr (2007)
- Davey Lister – gitarr (2007–2009)
- Scotti Dee – trummor (1991–1992, 1998–2000, 2002–2003, 2005–2007, 2012)
- Keri Kelli – gitarr (1995–1999, 2000–2001)
- Vinnie Chas (Vinnie Pusatori) – basgitarr (1987–1991; död 2010)
- Kari Kane – trummor (1987–1991, 1995–2001, 2006, 2008)
- Troy Patrick Farrell – trummor  (2009–2010)
- Tchad Drats – gitarr (2000–2004), basgitarr (2012)
- JK Famous – basgitarr (2007, 2008, 2009–2019)
- Ben Graves – trummor (2012–2019)

## Diskografi
Studioalbum
- Leather Boyz With Electric Toyz (1989)
- A Little Too Hot for Hell (1992)
- Porn Stars (1995)
- Size Really Does Matter (2004)
- Kiss of Death: A Tribute to Kiss (2010)

Livealbum
- Live At The Roxy - Wake Up Bitch (1998)
- Live At The Pretty Ugly Club (2001)
- Live In Buffalo - DVD (2003)
- Live on the Sunset Strip (2014)

EP
- A Tale of Sex, Designer Drugs, and the Death of Rock and Roll (1998)

Singlar
- "Listen to Your Heart" / "48 Hours" (soundtrack) (1989) (delad singel med Little River Band)
- "Rock and Roll (Is Gonna Set the Night on Fire)" (1990)
- "I Wanna Be with You" (1989)
- "Do You Wanna Touch" (2008)

Samlingsalbum
- The Vault (2002)
- The Vault 2 (2003)
- Tonight Belongs To The Young (2003)
- Dirty Glam (2004)
- The Greatest Collection - The Ultimate Pretty Boy Floyd (2004)
- Glam As Fuck (2009)